# Wierobie
Wierobie – wieś w Polsce położona w województwie podlaskim, w powiecie białostockim, w gminie Gródek. 

## Opis
Założona w połowie XVI wieku w czasie kolonizacji Puszczy Jałowieckiej jako osada Worobiejów.
Wieś jest położona przy drodze krajowej nr 65 prowadzącej do polsko-białoruskiego przejścia granicznego w Bobrownikach. W pobliżu wsi przepływa rzeka Kołodzieżanka.
W latach 1975–1998 miejscowość administracyjnie należała do województwa białostockiego.
Mieszkańcy wyznania prawosławnego należą do parafii św. Apostoła Jana Teologa w Mostowlanach, a wierni kościoła rzymskokatolickiego do parafii Najświętszego Serca Pana Jezusa w Gródku.

## Związani z miejscowością
- Wiesław Bielawski – rektor Szkoły Głównej Gospodarstwa Wiejskiego w Warszawie[8][9].